# Leidos
Leidos Holdings, Inc, tidigare Science Applications International Corporation (SAIC), är ett amerikanskt företag grundat 1969, verksamma inom försvarsindustrin. Huvudkontoret finns i McLean, Virginia och 2012 hade man över 41.000 anställda. Bolaget har amerikanska staten som sin största kund. Många anställda är delägare i bolaget, och man har verksamhet på ca. 150 orter. Leidos utvecklar bland annat produkter och mjukvara som till exempel säkerhetsinstrument, sensorer, bildanalys, simulatorer m.m. Fler än hälften av alla anställda på SAIC har genomgått säkerhetsprövning hos CIA och bolaget har fått fler statliga kontrakt än något annat företag i Amerika. Flera hundra kontrakt har passerat värdet 10 miljoner dollar styck.
Leidos har historiskt sett arbetat intimt så länge med och i projekt för National Security Agency, att anställda lite skämtsamt kallar sitt företag NSA-väst. 
Detta baserat på Leidos geografiska placering gentemot huvudkontoret för NSA.

## Stora kontrakt
Efter 11 september-attackerna fick Leidos ett av sina största kontrakt. Det var myndigheten National Security Agency som behövde vidga sin övervakning och avlyssning av teletrafik, e-post med mera. Uppdraget kallat Trailblazer, var till en början värderat 280 miljoner dollar, men skenade iväg till en miljard dollar då beslutet togs att lägga ner projektet fyra år senare, i brist på framgång. Ett nytt bantat projekt startades med namnet Executelocus med en budget på 361 miljoner dollar, och även det kontraktet vann Leidos.
Bolaget blev uppmärksammat 2005, då man inte lyckade leverera en större beställning till FBI vilket gick under arbetsnamnet Trilogy program. Ordern som togs hem redan år 2000 gällde mjukvara för ett nytt övergripande dataregister kallat Virtual Case File. Det skulle ersätta ett nystan av äldre och föråldrade lösningar. Vid nedläggningen av Trilogy hade amerikanska staten lagt ut cirka 170 miljoner dollar. Ingen användbar del av lösningen har kunnat levereras. Ursprunget till nedläggningen var en visselblåsare från en anställd på Leidos. Han var frustrerad över slöseriet med skattemedel, och det hopplösa läget projektet hade hamnat i. Bland annat hade man inga konkreta specifikationer på vad man egentligen skulle konstruera. Detta efter otaliga organisations- och innehållsförändringar från uppdragsgivaren, men även flera parallella avdelningar hos Leidos som konkurrerande och slogs om beställningen.
Mellan 1992 och 1994 deltog Leidos i det mycket kontroversiella forskningsprogrammet Stargate Project, vilket analyserade området Fjärrsyn, det vill säga förmågan att se och redogöra saker som inte kan nås med människans normala sinnen.
Under 2002 var bolaget involverat vid skapandet av underrättelseorganisationen Information Awareness Office. Myndigheten DARPA var uppdragsgivare, och myndighetens nye chef Anthony Tether, som blev tillsatt efter 11 september-attackerna, kom från Leidos.

## Utredningar
Under 2012 döms Leidos att betala ett skadestånd på 500 miljoner dollar till staden New York, efter att ha misslyckats med att leverera ett nytt löne- och tidrapporteringssystem. Projektet drog ut på tiden, och bolaget anses medvetet har fördyrat lösningen genom olika bedrägerier.

## Kritik
I amerikansk press har bolaget kritiserats som oetiskt då de tar sig an projekt med bristfälliga kravspecifikationer, för att sedan låta uppdragen skena i kostnader, oftast på skattebetalares bekostnad.